# Przyjaciółka
Przyjaciółka è il terzo singolo della cantante pop polacca Kasia Cerekwicka estratto dal suo terzo album di studio Pokój 203.

## Classifiche
| Classifica (2007) | Posizione massima |
| ----------------- | ----------------- |
| Polonia           | 49                |